# Tomba del Triclinio (Cerveteri)

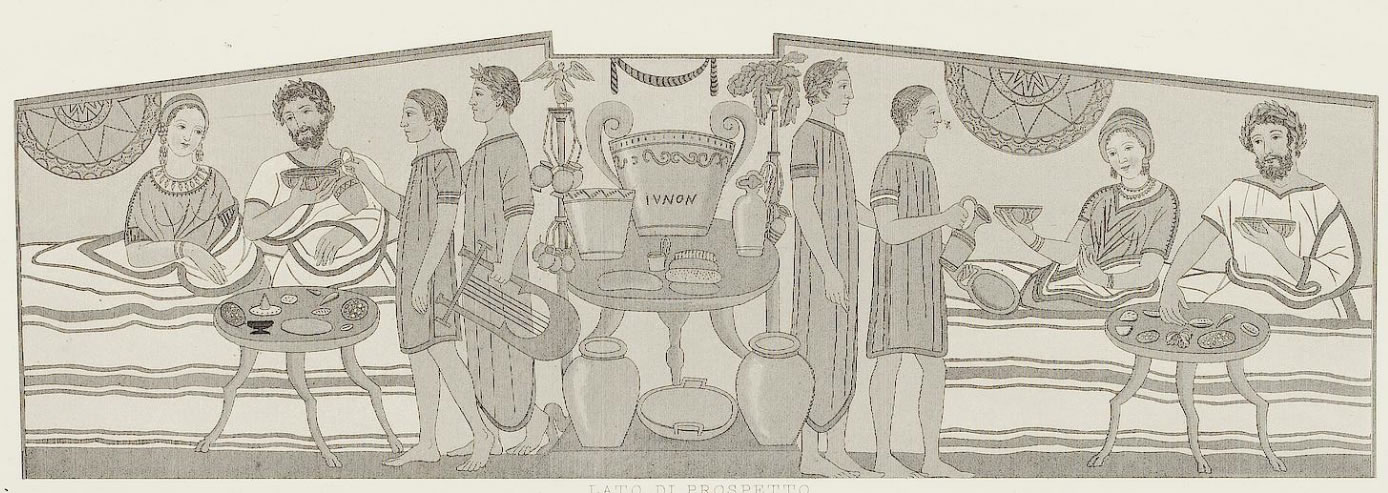
Malereien auf der Rückwand

Die Tomba del Triclinio (deutsch: „Grab mit dem Triclinium“) ist ein ausgemaltes etruskisches Kammergrab, das ans Ende des 4. Jahrhunderts v. Chr. datiert. Das Grab wurde 1846 in der Banditaccia-Nekropole bei Cerveteri entdeckt.
Das Grab besteht aus einer Kammer mit einem Dromos. Die Kammer hat eine umlaufende Bank mit einem einzelnen Mittelpfeiler. Die Malereien sind heute nur noch sehr schlecht erhalten und vor allem von alten Zeichnungen von Luigi Canina bekannt, die im Detail wahrscheinlich nicht immer zuverlässig sind. Die Rückwand des Grabes zeigt eine Bankettszene. In der Mitte sieht man einen Tisch mit diversen Gefäßen. Links und rechts war jeweils eine Kline dargestellt, auf der jeweils ein Mann und eine Frau liegen. Ringsherum befinden sich verschiedene Diener. Auf den Seitenwänden befanden sich wieder diversen Klinen, die vollkommen mit Decken bedeckt sind. Es finden sich auf jeder Wand jeweils vier Paare. Bei sechs Paaren ist vor ihnen ein runder Tisch dargestellt. In der rechten Wand befindet sich eine Nische für einen Toten. Unter der Nische befindet sich auch die Darstellung eines Paares, jedoch ohne Tisch. Auf der Eingangswand sieht man links von der Tür zwei nackte Diener, rechts einen einzelnen Diener. Auf den Bänken sind Tiere dargestellt.